# Гастон I де Фуа-Грайи
Гастон I де Фуа-Грайли (фр. Gaston I de Foix-Grailly; ок. 1390 — ок 1455) — капталь де Бюш, граф де Бенож, виконт де Кастильон, сеньор де Грайи в 1412—1451 годах. Полководец Столетней войны (на стороне англичан), рыцарь английского ордена Подвязки (1438).
Второй сын Аршамбо де Грайи и Изабеллы де Фуа.
Согласно условиям договора, заключённого 10 мая 1399 года в Тарбе между графом Фуа и королём Франции Карлом VI, Гастон де Фуа-Грайи и его брат Жан находились при французском дворе в качестве заложников.
В 1412 году унаследовал владения отца (владения матери достались старшему сыну). В качестве капталя де Бюш был вассалом английских королей (как герцогов Гиени).
В 1415 году на стороне англичан участвовал в завоевании Нормандии и в битве при Азенкуре (его брат Жан де Фуа воевал на стороне французов).
Утром 31 июля 1419 года вместе с Джоном Холландом в результате ночного марша взял Понтуаз — ключ к Иль-де-Франсу, что вызвало бегство королевского двора из Парижа в Шампань.
В 1421 году, после того как Генрих Английский был признан наследником французского престола, получил от него в лён графство Лонгвиль. Позже Карл VII (король Франции) отдал его Жану Дюнуа.
В 1426 году виконтство Бенож возведено в ранг графства.
В конце 1440-х годов владения Гастона I де Фуа-Грайли в Гаскони были оккупированы французскими войсками. Однако он отказался признать условия Понского договора 1451 года и принести оммаж Карлу VII. Опасаясь конфискации владений, он продал их своему племяннику Гастону IV де Фуа и графу Жану Дюнуа (за 84 тысячи экю), а сам удалился в добровольную ссылку в арагонский город Мейлес, где и умер через несколько лет.

## Семья
Гастон I де Фуа-Грайи в 1410 году женился на Маргарите, дочери Арно-Аманьё д’Альбре и Маргариты де Бурбон. Дети:
- Жан IV (ум. 1485), граф Кендал (де Кандаль), с 1461 капталь де Бюш
- Изабелла (ум. 1504), 1-й муж — Жак де Понс, виконт де Тюренн, 2-1 муж — дон Педро де Перальта
- Агнесса, муж — Пеи Потон де Ламенсан